# Utility (informatica)
Una utility (o tool) (in italiano "utilità" o "strumento") in informatica, è una tipologia di software che può essere utilizzata per l'analisi, la configurazione, l'ottimizzazione e/o la manutenzione del computer. La sua funzione è eseguire l'impostazione e/o il monitoraggio o altre operazioni amministrative di dispositivi, sistemi operativi, hardware o altri software.
A differenza del core o kernel del sistema operativo, questo software è scritto per interagire direttamente con l'utente ed è spesso installato di default sul computer (altrimenti si parla più propriamente di software applicativo).

## Esempi di utility
- Antivirus: AVG, avast!, ClamAV, NOD32
- Archiviazione e compressione dati: Arj, gzip, PKZIP, WinZip, WinRAR, bzip2, 7-Zip
- Calcolatrice
- Software di backup
- Deframmentatori: Defrag
- App di ricerca dispositivi Apple: Dov'è (software)
- Software di crittografia e privacy: PGP, GnuPG
- Editor di testo: Blocco note, gedit, Corel WordPerfect Office
- Editor musicali: Music Shop
- Editor grafici: Corel Paint Shop Pro, Corel Draw, Corel Painter,
- Editor esadecimali
- Gestore di download: GetRight, WxDownload Fast, DAP
- Lanciatore di applicazioni: GNOME Do
- Strumenti di ricerca file: Beagle, Tracker
- Ottimizzatori: CCleaner
- Strumenti di partizionamento: gParted
- Gestore di stampa: Print Conductor